# Sint-Lambrechts-Woluwe
Sint-Lambrechts-Woluwe (Frans: Woluwe-Saint-Lambert) is een plaats en gemeente in het Brussels Hoofdstedelijk Gewest. De gemeente telt ruim 60.000 inwoners. Het is een rijke en vrij residentiële gemeente.
De gemeente grenst in het zuiden aan Sint-Pieters-Woluwe, in het westen aan Etterbeek, Schaarbeek en Evere, en in het noorden en oosten aan de Vlaamse gemeente Zaventem en de faciliteitengemeente Kraainem.
De plaats dankt haar naam aan haar beschermheilige, de heilige Lambertus van Maastricht, en aan het riviertje de Woluwe.

## Geschiedenis
In de 11de eeuw werd een deel van de beboste linkeroever van de Woluwe ontbost en vrijgemaakt voor akkerbouw. In de 12de eeuw is er voor het eerst sprake van het dorp Woluwe.Aan het einde van de 12de eeuw wordt de parochie van Sint-Lambrecht opgericht. De oude kern van het naburige Sint-Pieters-Woluwe ligt slechts 400m verwijderd van de historische kern van Sint-Lambrechts-Woluwe.

## Bezienswaardigheden
- De Neoromaanse Sint-Lambertuskerk met toren (12de eeuw) van romaanse komaf.
- De Heilige-Familiekerk
- De Onze-Lieve-Vrouw-Hemelvaartkerk
- De Sint-Hendrikskerk
- Het Kasteel 't Hof van Brussel uit de 16de eeuw.
- Het Maloukasteel
- Het Hof ter Mussen, een oude boerderij met schuur uit 1741.
- Het Hof ten Berg, een vrijgoed van de Abdij van Vorst.
- De Gotische bedevaartkapel van Lenneke Mare, gewijd aan Maria Dolorosa van Brabant, gebouwd rond 1350.
- De Verbrande Molen, een windmolen van voor 1767.
- De Lindekemalemolen, een watermolen
- Het Art-deco-stadhuis op het Tombergplein, gebouwd in (1937-1939)
- Het Farmaceutisch Museum Albert Couvreur
- De Tuin van geneeskrachtige planten Paul Moens
- De Beeldentuin
- Het Gemeentelijk Museum van St. Lambrechts Woluwe
- Het Confederate museum
- Het Gemeentehuis van Sint-Lambrechts-Woluwe

### Beschermd erfgoed
- Lijst van beschermd onroerend erfgoed in Sint-Lambrechts-Woluwe

## Natuur en landschap
Sint-Lambrechts-Woluwe ligt in het oosten van de Brusselse agglomeratie en aan de Woluwe. De hoogte bedraagt 38-94 meter.
De gemeente kent verschillende parken, zoals:
- Het Roodebeekpark
- Het Georges Henripark
- Het Bronnenpark
- Het Maloupark

## Demografische ontwikkeling
- Bronnen:NIS, Opm:1806 tot en met 1981=volkstellingen; 1990 en later= inwonertal op 1 januari

| Inwoners van jaar tot jaar op 1 januari 1992 tot heden | Inwoners van jaar tot jaar op 1 januari 1992 tot heden | Inwoners van jaar tot jaar op 1 januari 1992 tot heden |
| jaar                                                   | Aantal                                                 | Evolutie: 1992=index 100                               |
| ------------------------------------------------------ | ------------------------------------------------------ | ------------------------------------------------------ |
| 1992                                                   | 47.747                                                 | 100,0                                                  |
| 1993                                                   | 47.537                                                 | 99,6                                                   |
| 1994                                                   | 47.339                                                 | 99,1                                                   |
| 1995                                                   | 47.077                                                 | 98,6                                                   |
| 1996                                                   | 46.796                                                 | 98,0                                                   |
| 1997                                                   | 46.506                                                 | 97,4                                                   |
| 1998                                                   | 46.171                                                 | 96,7                                                   |
| 1999                                                   | 46.056                                                 | 96,5                                                   |
| 2000                                                   | 46.528                                                 | 97,4                                                   |
| 2001                                                   | 46.215                                                 | 96,8                                                   |
| 2002                                                   | 46.706                                                 | 97,8                                                   |
| 2003                                                   | 47.225                                                 | 98,9                                                   |
| 2004                                                   | 47.332                                                 | 99,1                                                   |
| 2005                                                   | 47.845                                                 | 100,2                                                  |
| 2006                                                   | 47.952                                                 | 100,4                                                  |
| 2007                                                   | 48.315                                                 | 101,2                                                  |
| 2008                                                   | 49.290                                                 | 103,2                                                  |
| 2009                                                   | 50.163                                                 | 105,1                                                  |
| 2010                                                   | 50.749                                                 | 106,3                                                  |
| 2011                                                   | 51.515                                                 | 107,9                                                  |
| 2012                                                   | 51.871                                                 | 108,6                                                  |
| 2013                                                   | 52.592                                                 | 110,1                                                  |
| 2014                                                   | 53.318                                                 | 111,7                                                  |
| 2015                                                   | 54.022                                                 | 113,1                                                  |
| 2016                                                   | 54.311                                                 | 113,7                                                  |
| 2017                                                   | 55.216                                                 | 115,6                                                  |
| 2018                                                   | 56.303                                                 | 117,9                                                  |
| 2019                                                   | 56.660                                                 | 118,7                                                  |
| 2020                                                   | 57.712                                                 | 120,9                                                  |
| 2021                                                   | 58.010                                                 | 121,5                                                  |
| 2022                                                   | 58.541                                                 | 122,6                                                  |
| 2023                                                   | 59.778                                                 | 125,2                                                  |
| 2024                                                   | 60.771                                                 | 127,3                                                  |
| 2025                                                   | 60.956                                                 | 127,7                                                  |

## Politiek
Het gemeentebestuur zetelt in het gemeentehuis van Sint-Lambrechts-Woluwe.

### Resultaten gemeenteraadsverkiezingen sinds 1976
| Partij of kartel     | Partij of kartel                                     | 10-10-1976 | 10-10-1976 | 10-10-1982 | 10-10-1982 | 9-10-1988 | 9-10-1988 | 9-10-1994 | 9-10-1994 | 8-10-2000 | 8-10-2000 | 8-10-2006 | 8-10-2006 | 14-10-2012 | 14-10-2012 | 14-10-2018 | 14-10-2018 | 13-10-2024 | 13-10-2024 |
| Stemmen / Zetels     | Stemmen / Zetels                                     | %          | 35         | %          | 35         | %         | 35        | %         | 35        | %         | 35        | %         | 35        | %          | 37         | %          | 37         | %          | 39         |
| -------------------- | ---------------------------------------------------- | ---------- | ---------- | ---------- | ---------- | --------- | --------- | --------- | --------- | --------- | --------- | --------- | --------- | ---------- | ---------- | ---------- | ---------- | ---------- | ---------- |
|                      | PS1/ CAP WoluweA/ PS-sp.a2/ PS-Vooruit3              | 6,651      | 1          | 5,741      | 1          | 5,481     | 1         | 7,651     | 2         | 8,581     | 2         | 40,49A    | 16        | 6,641      | 1          | 4,412      | 0          | 6,973      | 2          |
|                      | ECOLO1 / CAP WoluweA / Ecolo-Groen2                  | -          |            | 5,321      | 1          | 5,991     | 1         | 7,881     | 2         | 18,761    | 7         | 40,49A    | 16        | 10,892     | 3          | 16,792     | 6          | 12,062     | 4          |
|                      | PSC1/ IRIS2/ CAP WoluweA/ cdH3/ WolHu4/ Les Engagés5 | 31,091     | 12         | 18,831     | 7          | 15,81     | 5         | 20,472    | 7         | 20,852    | 7         | 40,49A    | 16        | 9,923      | 3          | 7,554      | 2          | 12,375     | 4          |
|                      | FDF1/ LB2                                            | 42,481     | 18         | 45,451     | 19         | 63,62     | 26        | 55,112    | 23        | 49,032    | 19        | 47,392    | 18        | 55,692     | 24         | 59,352     | 25         | 45,472     | 21         |
|                      | PRL1/ LB2 / MR3/ MR+4/ Open-MR5                      | 5,121      | 1          | 11,481     | 4          | 63,62     | 26        | -         |           | -         |           | -         |           | 15,693     | 6          | 11,124     | 4          | 20,244     | 8          |
|                      | Int.Com.-Gem.Bel.                                    | -          |            | -          |            | -         |           | -         |           | -         |           | 6,88      | 1         | -          |            | -          |            | -          |            |
|                      | KARTEL1/ WOLUWE2                                     | 10,191     | 3          | 8,931      | 3          | 9,122     | 2         | -         |           | -         |           | -         |           | -          |            | -          |            | -          |            |
|                      | FN1/ FNB2/ DN3                                       | -          |            | -          |            | -         |           | 5,461     | 1         | 2,772     | 0         | 2,511     | 0         | 1,173      | 0          | -          |            | -          |            |
| Anderen(*)           | Anderen(*)                                           | 4,46       | 0          | 4,26       | 0          | -         |           | 3,43      | 0         | -         |           | 2,72      | 0         | -          |            | 0,77       | 0          | 2,89       | 0          |
| Totaal stemmen       | Totaal stemmen                                       | 30.891     | 30.891     | 30.930     | 30.930     | 28.725    | 28.725    | 25.885    | 25.885    | 25.427    | 25.427    | 26.116    | 26.116    | 25.433     | 25.433     | 26.415     | 26.415     | 26.585     | 26.585     |
| Opkomst %            | Opkomst %                                            |            |            |            |            | 86,91     | 86,91     | 86,03     | 86,03     | 84,6      | 84,6      | 87,76     | 87,76     | 85,04      | 85,04      | 85,92      | 85,92      | 82,60      | 82,60      |
| Blanco en ongeldig % | Blanco en ongeldig %                                 | 3,11       | 3,11       | 3,35       | 3,35       | 4,12      | 4,12      | 4,07      | 4,07      | 4,75      | 4,75      | 4,44      | 4,44      | 3,52       | 3,52       | 4,93       | 4,93       | 5,22       | 5,22       |

(*) 1976: THOMAS (2,7%), PCB-KPB (1,76%) / 1982: UDRT-RAD (3,46%), PCB-KP (0,59%), UNF (0,21%) / 1994: VLD (3,43%) / 2006: Alternative Jeunes / 2018: DEMOS / 2024: Team Fouad Ahidar+1200 (2,89%)
De grootste partij is in kleur.

### Representativiteit

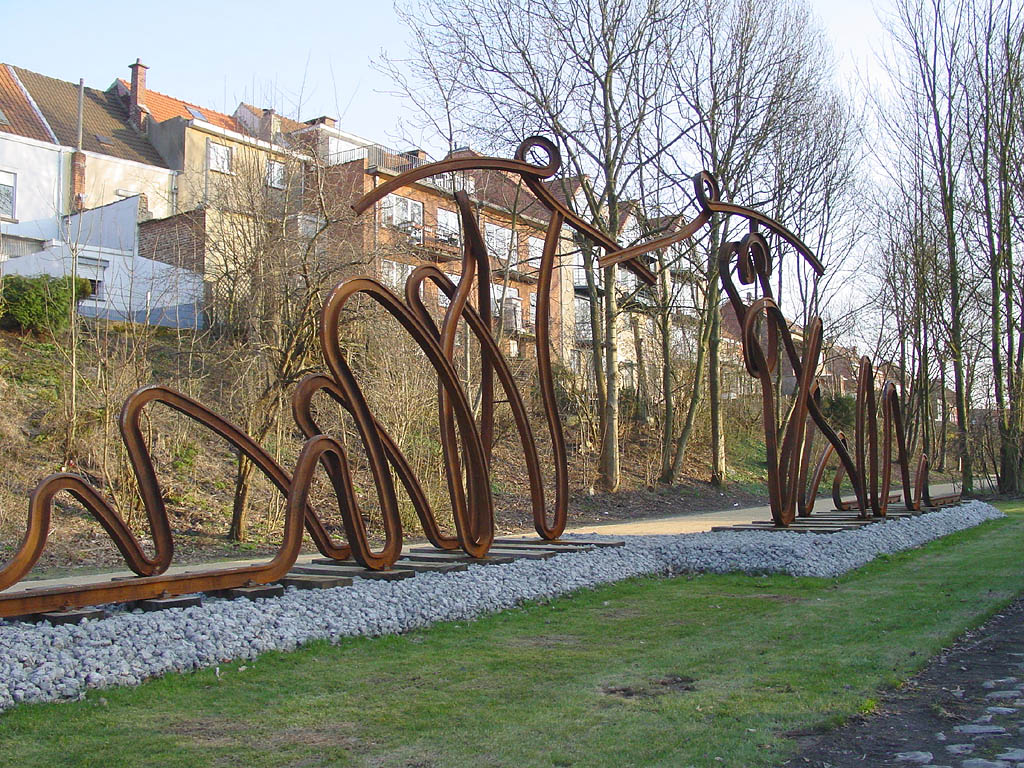
Spoorwegkalligrafie (Daniël Steenhaut en François Geeraerd, 2001): stukken spoorweg komen kronkelend tot leven en vormen, waar ze elkaar ontmoeten, silhouetten van een man en een vrouw die elkaar de hand reiken.

Voor Sint-Lambrechts-Woluwe, net zoals voor de andere gemeenten van het Brussels Hoofdstedelijk Gewest, geldt dat het aantal kiezers in verhouding tot het aantal inwoners erg laag ligt, zowel absoluut als in vergelijking met de rest van het land. Dit is het gevolg van het hoge aandeel niet Belgische inwoners (ook al kunnen deze onder bepaalde voorwaarden over gemeentelijk stemrecht beschikken). Daarnaast ligt ook het aantal kiezers dat niet komt opdagen, ondanks de stemplicht, erg hoog zodat het totaal aantal uitgebrachte stemmen, inclusief ongeldige en blanco, in de 19 gemeenten van het gewest slechts 44,66% van het aantal inwoners bedraagt. Sint-Lambrechts-Woluwe scoort beter met een verhouding van 49,03% uitgebrachte stemmen/inwoners.

#### Verhouding kiezers/inwoners en absenteïsme bij de gemeenteraadsverkiezingen van 14 oktober 2012
- Sint-Lambrechts-Woluwe: 57,66% (kiezers/inw.) - 14,96% (absenteïsme)
- Totaal Brussels Gewest : 53,89% (kiezers/inw.) - 17,14% (absenteïsme)

Ter vergelijking:
- Vlaamse provinciehoofdsteden: 69,30% (kiezers/inw.) - 12,12% (absenteïsme)
- Waalse provinciehoofdsteden: 69,04% (kiezers/inw.) - 17,31% (absenteïsme)

## Onderwijs

### Hoger onderwijs
De campus UCLouvain Bruxelles Woluwe (ook wel Alma of Louvain-en-Woluwe genoemd) van de université catholique de Louvain (UCLouvain) is er gevestigd, met drie faculteiten, een 14.000 studenten, en het Universitair ziekenhuis UCLouvain Saint-Luc.

### Secundair onderwijs
- Koninklijk Instituut Woluwe

### Basisonderwijs
- Sint-Jozefsschool
- Angelusinstituut
- Prinses Paolaschool
- Koninklijk Instituut Woluwe

## Jaarlijks terugkerende evenementen

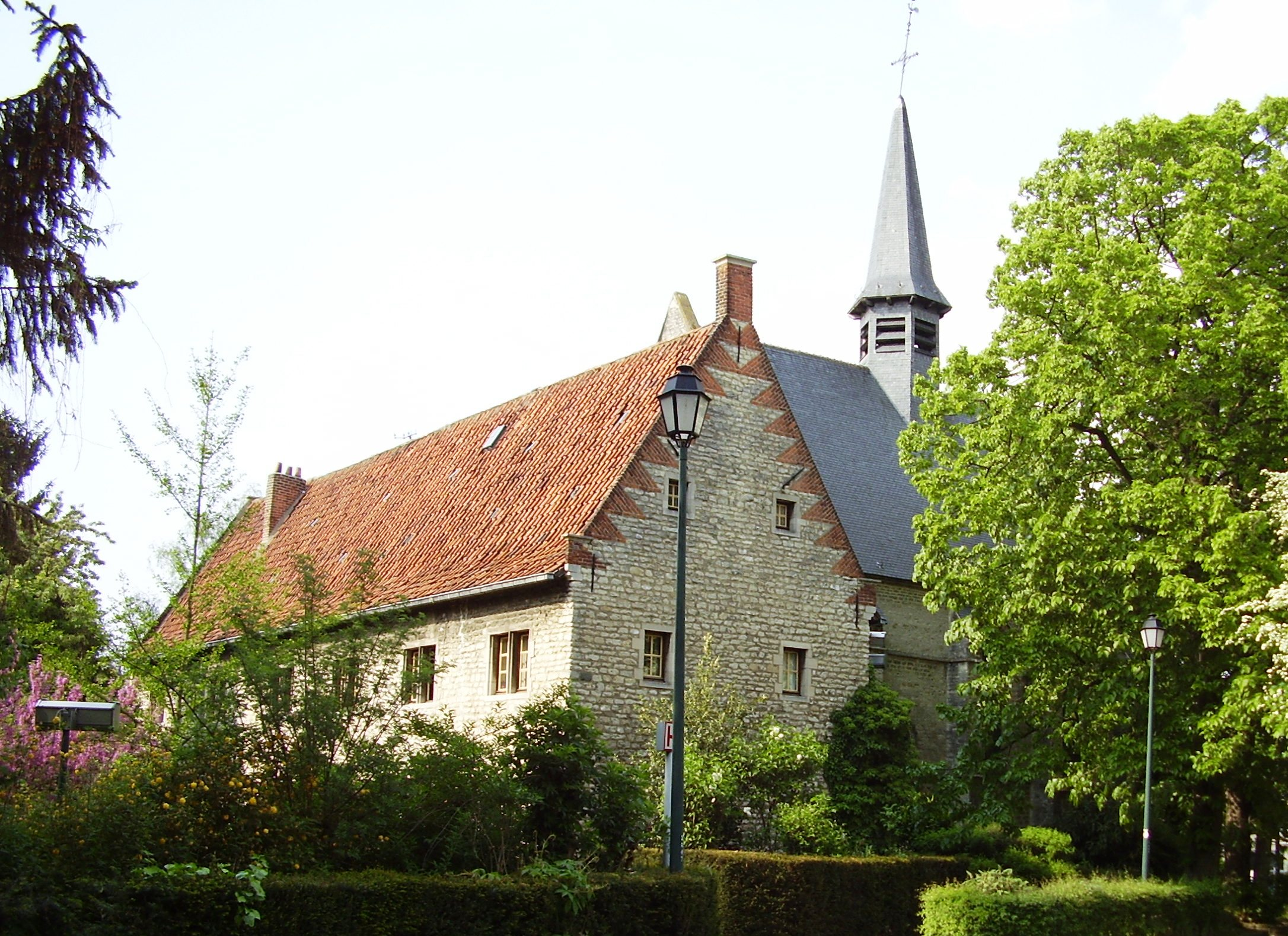
Kapel van Lenneke Mare

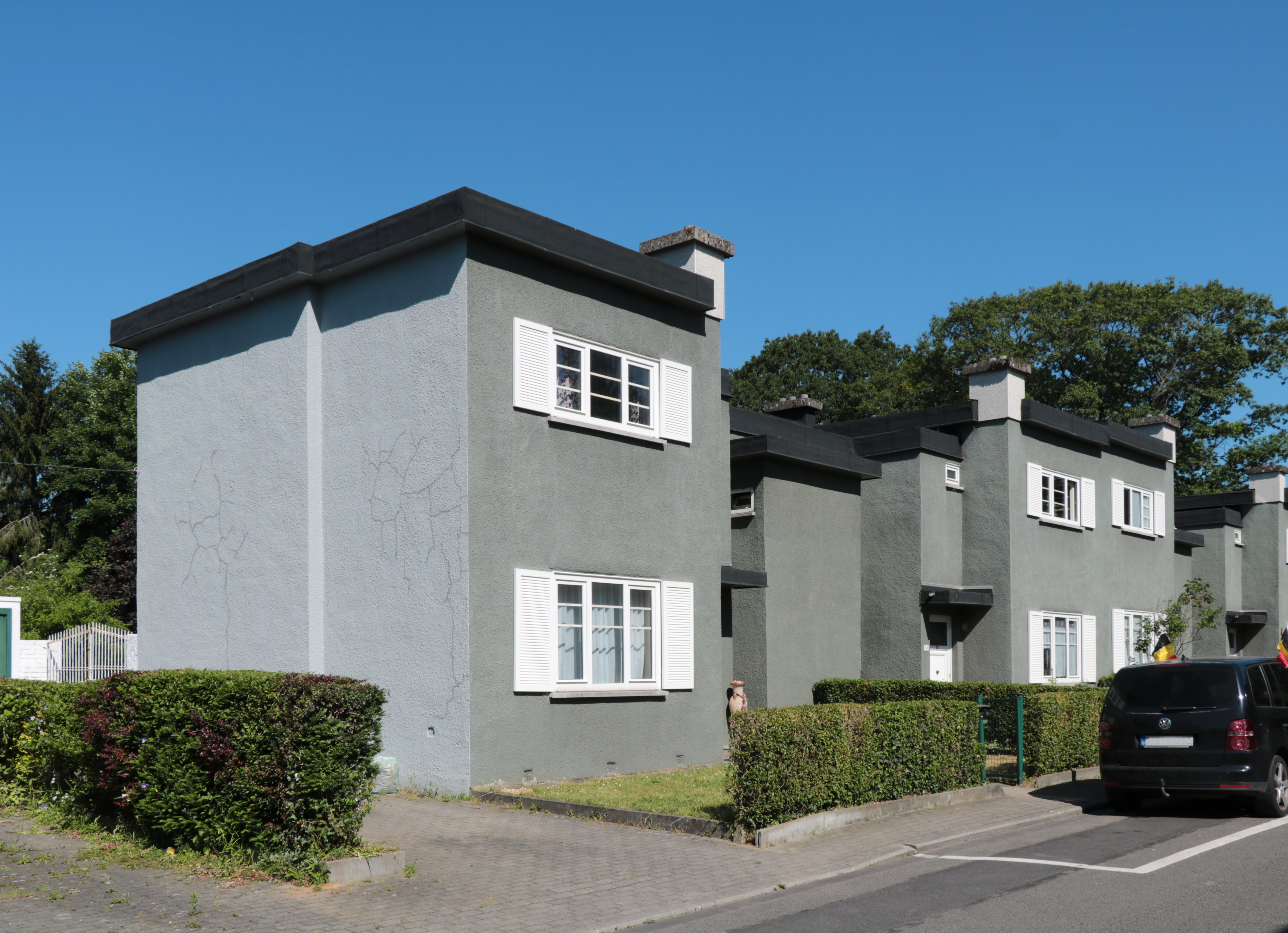
Tuinwijk Kapelleveld

- Op de tweede zaterdag na Pasen: bedevaart naar de kapel van Lenneke Mare.

## Bekende inwoners
- Maria Dolorosa van Brabant (Lenneke Mare), gestorven in 1290
- Familie Borlée:
  - Olivia Borlée (1986), sprintster (geboren)
  - Jonathan Borlée (1988), sprinter (geboren en woonachtig)
  - Kevin Borlée (1988), sprinter (geboren en woonachtig)
  - Dylan Borlée (1992), sprinter (geboren)
- Graaf Jean-Pierre de Launoit (woonachtig en overleden)
- Herman Wagemans, politicus
- Hergé, de schepper van Kuifje (woonachtig en overleden)

## De Tuinwijk Kapelleveld
Deze tuinwijk heeft zijn naam te danken aan het "Kapelleveld" (Kapel op het veld), dat zich bij de kapel van Lenneke Mare bevindt.

## Partnersteden
- Meudon (Frankrijk) (sinds 1958)
- Celle (Duitsland)
- Mbazi (Rwanda)

## Nabijgelegen kernen
Evere, Etterbeek, Oudergem, Sint-Pieters-Woluwe, Schaarbeek, Kraainem, Sint-Stevens-Woluwe